# Kościół Świętych Apostołów Piotra i Pawła w Konarzynach
Kościół Świętych Apostołów Piotra i Pawła – rzymskokatolicki kościół parafialny należący do parafii pod tym samym wezwaniem (dekanat Borzyszkowy diecezji pelplińskiej).
Jest to świątynia wzniesiona w latach 1731–1744 w stylu barokowym. We wnętrzu należy zwrócić uwagę na pięknie malowany sufit oraz bogactwo obrazów otaczających ołtarze boczne. Główny ołtarz jest ozdobiony ikoną Matki Boskiej z Dzieciątkiem Jezus. Interesujący jest również boczny ołtarz Świętego Józefa ozdobiony obrazami św. Józefa i św. Rocha powstały w II połowie XVIII wieku. Wykonany został przez nieznanego autora z drewna rzeźbionego i polichromowanego w stylu regencyjno-rokokowym (jest to styl przejściowy między barokiem a rokoko, inaczej późny barok). W czasie remontu ołtarza zostały znalezione w nim zniszczone portrety patronów świątyni wykonane w 1718 roku. Ciekawy jest także niedawno wyremontowany ołtarz Najświętszego Serca Jezusa oraz belka tęczowa znajdująca się nad prezbiterium (belka tęczowa, czyli pozioma belka spinająca łuk tęczowy, najczęściej drewniana, na niej był umieszczany krucyfiks, natomiast po bokach były dodawane posągi Matki Bożej i św. Jana Apostoła – czyli Grupa Ukrzyżowania). Kolejnym cennym zabytkiem jest dzwon odlany w 1749 roku oraz srebrny kielich wykonany w 1636 roku. Na kielichu jest wyrytych 36 liter, które oznaczają zapewne jego ofiarodawców. Organy umieszczone na chórze muzycznym były dawniej wyposażeniem kościoła ewangelickiego w Sąpolnie.